# Biograd (Bośnia i Hercegowina)
Biograd (cyr. Биоград) – wieś w Bośni i Hercegowinie, w Republice Serbskiej, w gminie Nevesinje. W 2013 roku liczyła 495 mieszkańców.